# جوزيف الخوري
جوزيف الخوري هو كاهن كاثوليكي لبناني، ولد في 1 نوفمبر 1936 في لبنان، وتوفي في 16 نوفمبر 2016.